# Triangulació (escacs)
|  | Aquest article tracta sobre escacs. Vegeu-ne altres significats a «Triangulació». |

La triangulació és un tema tàctic emprat en escacs per tal de posar el contrari en zugzwang. És a dir, es tracta d'assolir la mateixa posició que hi ha al tauler, però passant el torn de joc al rival, quan això impliqui un desavantatge pel jugador que li toca moure, per exemple, quan el fet de moure impliqui que hagi d'abandonar un bloqueig i, per tant, permetre l'oponent de penetrar en la seva posició. La triangulació és en definitiva una manera de perdre un temps.
La triangulació es veu la major part de les vegades en els finals de reiss i peons quan un dels reis pot maniobrar entre tres caselles adjacents, com si dibuixés un triangle, i mantenint la posició bàsica, mentre que el rei que s'hi oposa només té dues caselles a la seva disposició. Així, si un rei triangula per tres caselles i, per tant, gasta tres moviments en retornar a la casella original, i el rei opositor no pot fer el mateix, haurà perdut un temps i assolit la mateixa posició però essent el torn del rival. La triangulació pot produir-se també en altra mena de finals i fins i tot en el mig joc (Flear 2004:15).

## Exemples
|   | a | b | c | d | e | f | g | h |   |
| 8 | b7 negres peó · d7 negres rei · b6 blanques peó · c5 blanques peó · d5 blanques rei · e5 white circle · d4 white circle | b7 negres peó · d7 negres rei · b6 blanques peó · c5 blanques peó · d5 blanques rei · e5 white circle · d4 white circle | b7 negres peó · d7 negres rei · b6 blanques peó · c5 blanques peó · d5 blanques rei · e5 white circle · d4 white circle | b7 negres peó · d7 negres rei · b6 blanques peó · c5 blanques peó · d5 blanques rei · e5 white circle · d4 white circle | b7 negres peó · d7 negres rei · b6 blanques peó · c5 blanques peó · d5 blanques rei · e5 white circle · d4 white circle | b7 negres peó · d7 negres rei · b6 blanques peó · c5 blanques peó · d5 blanques rei · e5 white circle · d4 white circle | b7 negres peó · d7 negres rei · b6 blanques peó · c5 blanques peó · d5 blanques rei · e5 white circle · d4 white circle | b7 negres peó · d7 negres rei · b6 blanques peó · c5 blanques peó · d5 blanques rei · e5 white circle · d4 white circle | 8 |
| 7 | b7 negres peó · d7 negres rei · b6 blanques peó · c5 blanques peó · d5 blanques rei · e5 white circle · d4 white circle | b7 negres peó · d7 negres rei · b6 blanques peó · c5 blanques peó · d5 blanques rei · e5 white circle · d4 white circle | b7 negres peó · d7 negres rei · b6 blanques peó · c5 blanques peó · d5 blanques rei · e5 white circle · d4 white circle | b7 negres peó · d7 negres rei · b6 blanques peó · c5 blanques peó · d5 blanques rei · e5 white circle · d4 white circle | b7 negres peó · d7 negres rei · b6 blanques peó · c5 blanques peó · d5 blanques rei · e5 white circle · d4 white circle | b7 negres peó · d7 negres rei · b6 blanques peó · c5 blanques peó · d5 blanques rei · e5 white circle · d4 white circle | b7 negres peó · d7 negres rei · b6 blanques peó · c5 blanques peó · d5 blanques rei · e5 white circle · d4 white circle | b7 negres peó · d7 negres rei · b6 blanques peó · c5 blanques peó · d5 blanques rei · e5 white circle · d4 white circle | 7 |
| 6 | b7 negres peó · d7 negres rei · b6 blanques peó · c5 blanques peó · d5 blanques rei · e5 white circle · d4 white circle | b7 negres peó · d7 negres rei · b6 blanques peó · c5 blanques peó · d5 blanques rei · e5 white circle · d4 white circle | b7 negres peó · d7 negres rei · b6 blanques peó · c5 blanques peó · d5 blanques rei · e5 white circle · d4 white circle | b7 negres peó · d7 negres rei · b6 blanques peó · c5 blanques peó · d5 blanques rei · e5 white circle · d4 white circle | b7 negres peó · d7 negres rei · b6 blanques peó · c5 blanques peó · d5 blanques rei · e5 white circle · d4 white circle | b7 negres peó · d7 negres rei · b6 blanques peó · c5 blanques peó · d5 blanques rei · e5 white circle · d4 white circle | b7 negres peó · d7 negres rei · b6 blanques peó · c5 blanques peó · d5 blanques rei · e5 white circle · d4 white circle | b7 negres peó · d7 negres rei · b6 blanques peó · c5 blanques peó · d5 blanques rei · e5 white circle · d4 white circle | 6 |
| 5 | b7 negres peó · d7 negres rei · b6 blanques peó · c5 blanques peó · d5 blanques rei · e5 white circle · d4 white circle | b7 negres peó · d7 negres rei · b6 blanques peó · c5 blanques peó · d5 blanques rei · e5 white circle · d4 white circle | b7 negres peó · d7 negres rei · b6 blanques peó · c5 blanques peó · d5 blanques rei · e5 white circle · d4 white circle | b7 negres peó · d7 negres rei · b6 blanques peó · c5 blanques peó · d5 blanques rei · e5 white circle · d4 white circle | b7 negres peó · d7 negres rei · b6 blanques peó · c5 blanques peó · d5 blanques rei · e5 white circle · d4 white circle | b7 negres peó · d7 negres rei · b6 blanques peó · c5 blanques peó · d5 blanques rei · e5 white circle · d4 white circle | b7 negres peó · d7 negres rei · b6 blanques peó · c5 blanques peó · d5 blanques rei · e5 white circle · d4 white circle | b7 negres peó · d7 negres rei · b6 blanques peó · c5 blanques peó · d5 blanques rei · e5 white circle · d4 white circle | 5 |
| 4 | b7 negres peó · d7 negres rei · b6 blanques peó · c5 blanques peó · d5 blanques rei · e5 white circle · d4 white circle | b7 negres peó · d7 negres rei · b6 blanques peó · c5 blanques peó · d5 blanques rei · e5 white circle · d4 white circle | b7 negres peó · d7 negres rei · b6 blanques peó · c5 blanques peó · d5 blanques rei · e5 white circle · d4 white circle | b7 negres peó · d7 negres rei · b6 blanques peó · c5 blanques peó · d5 blanques rei · e5 white circle · d4 white circle | b7 negres peó · d7 negres rei · b6 blanques peó · c5 blanques peó · d5 blanques rei · e5 white circle · d4 white circle | b7 negres peó · d7 negres rei · b6 blanques peó · c5 blanques peó · d5 blanques rei · e5 white circle · d4 white circle | b7 negres peó · d7 negres rei · b6 blanques peó · c5 blanques peó · d5 blanques rei · e5 white circle · d4 white circle | b7 negres peó · d7 negres rei · b6 blanques peó · c5 blanques peó · d5 blanques rei · e5 white circle · d4 white circle | 4 |
| 3 | b7 negres peó · d7 negres rei · b6 blanques peó · c5 blanques peó · d5 blanques rei · e5 white circle · d4 white circle | b7 negres peó · d7 negres rei · b6 blanques peó · c5 blanques peó · d5 blanques rei · e5 white circle · d4 white circle | b7 negres peó · d7 negres rei · b6 blanques peó · c5 blanques peó · d5 blanques rei · e5 white circle · d4 white circle | b7 negres peó · d7 negres rei · b6 blanques peó · c5 blanques peó · d5 blanques rei · e5 white circle · d4 white circle | b7 negres peó · d7 negres rei · b6 blanques peó · c5 blanques peó · d5 blanques rei · e5 white circle · d4 white circle | b7 negres peó · d7 negres rei · b6 blanques peó · c5 blanques peó · d5 blanques rei · e5 white circle · d4 white circle | b7 negres peó · d7 negres rei · b6 blanques peó · c5 blanques peó · d5 blanques rei · e5 white circle · d4 white circle | b7 negres peó · d7 negres rei · b6 blanques peó · c5 blanques peó · d5 blanques rei · e5 white circle · d4 white circle | 3 |
| 2 | b7 negres peó · d7 negres rei · b6 blanques peó · c5 blanques peó · d5 blanques rei · e5 white circle · d4 white circle | b7 negres peó · d7 negres rei · b6 blanques peó · c5 blanques peó · d5 blanques rei · e5 white circle · d4 white circle | b7 negres peó · d7 negres rei · b6 blanques peó · c5 blanques peó · d5 blanques rei · e5 white circle · d4 white circle | b7 negres peó · d7 negres rei · b6 blanques peó · c5 blanques peó · d5 blanques rei · e5 white circle · d4 white circle | b7 negres peó · d7 negres rei · b6 blanques peó · c5 blanques peó · d5 blanques rei · e5 white circle · d4 white circle | b7 negres peó · d7 negres rei · b6 blanques peó · c5 blanques peó · d5 blanques rei · e5 white circle · d4 white circle | b7 negres peó · d7 negres rei · b6 blanques peó · c5 blanques peó · d5 blanques rei · e5 white circle · d4 white circle | b7 negres peó · d7 negres rei · b6 blanques peó · c5 blanques peó · d5 blanques rei · e5 white circle · d4 white circle | 2 |
| 1 | b7 negres peó · d7 negres rei · b6 blanques peó · c5 blanques peó · d5 blanques rei · e5 white circle · d4 white circle | b7 negres peó · d7 negres rei · b6 blanques peó · c5 blanques peó · d5 blanques rei · e5 white circle · d4 white circle | b7 negres peó · d7 negres rei · b6 blanques peó · c5 blanques peó · d5 blanques rei · e5 white circle · d4 white circle | b7 negres peó · d7 negres rei · b6 blanques peó · c5 blanques peó · d5 blanques rei · e5 white circle · d4 white circle | b7 negres peó · d7 negres rei · b6 blanques peó · c5 blanques peó · d5 blanques rei · e5 white circle · d4 white circle | b7 negres peó · d7 negres rei · b6 blanques peó · c5 blanques peó · d5 blanques rei · e5 white circle · d4 white circle | b7 negres peó · d7 negres rei · b6 blanques peó · c5 blanques peó · d5 blanques rei · e5 white circle · d4 white circle | b7 negres peó · d7 negres rei · b6 blanques peó · c5 blanques peó · d5 blanques rei · e5 white circle · d4 white circle | 1 |
|   | a | b | c | d | e | f | g | h |   |

Considerem aquesta posició, les blanques juguen. Aquí, el negre té l'oposició, i manté a ratlla el rei blanc. Però si les blanques tinguessin l'oposició, (per exemple, si fossin les negres les qui haguessin de jugar en aquesta posició), el rei negre hauria de sortir de d7 i permetre per tant que el rei blanc avancés. El rei negre s'ha de mantenir a prop d'on és, – ha d'evitar que el peó-c avanci, i no ha de deixar que l'empenyin fins a la vora del tauler. Les caselles d5 i d7 són caselles conjugades. Quan el rei blanc és a d5, el negre hauria de ser a d7, amb el torn de joc en mans de les blanques, per tal d'evitar que el rei blanc avanci. Les blanques tenen un triangle de caselles disponibles: d5, e5, i d4. Les blanques poden guanyar amb la següent maniobra:
1. Re5! (si 1. c6+ llavors 1... Rc8 entaula. Si 1... bxc6+ llavors 2. Rc5 guanya, vegeu final de rei i peó contra rei.)
...Rc6 (si 1... Re7 llavors 2. c6 i les blanques guanyen promocionant el peó b)
2. Rd4 Rd7
3. Rd5
i ara la triangulació és completa i s'ha assolit la mateixa posició que abans, però essent el torn de les negres. Les blanques han guanyat l'oposició, i les negres estan en zugzwang. Podria seguir:
3. ... Rc8
4. Re6! (oposició diagonal) Rd8
5. Rd6 (oposició vertical) Rc8
6. Re7 Rb8
7. Rd7 Ra8
8. c6
i les blanques han de guanyar (Dvoretsky 2006:21). (Hi ha altres camins cap a la victòria blanca després de la seva tercera jugada.)

### Altres peces
Per un exemple de triangulació amb la dama, vegeu la posició de dama contra torre a la posició Philidor. La partida Fischer contra Taimànov, quarta partida del matx mostra un tema tàctic similar amb un alfil. Una torre també pot efectuar la maniobra, però no pas un cavall (Müller & Pajeken 2008:40, 175, 189).

### Triangulació amb el rei
|   | a | b | c | d | e | f | g | h |   |
| 8 | c5 negres peó · f5 negres torre · h5 negres peó · c4 blanques peó · h4 blanques torre · c3 black circle · d3 negres rei · f3 negres peó · h3 blanques peó · d2 black circle · f2 blanques rei | c5 negres peó · f5 negres torre · h5 negres peó · c4 blanques peó · h4 blanques torre · c3 black circle · d3 negres rei · f3 negres peó · h3 blanques peó · d2 black circle · f2 blanques rei | c5 negres peó · f5 negres torre · h5 negres peó · c4 blanques peó · h4 blanques torre · c3 black circle · d3 negres rei · f3 negres peó · h3 blanques peó · d2 black circle · f2 blanques rei | c5 negres peó · f5 negres torre · h5 negres peó · c4 blanques peó · h4 blanques torre · c3 black circle · d3 negres rei · f3 negres peó · h3 blanques peó · d2 black circle · f2 blanques rei | c5 negres peó · f5 negres torre · h5 negres peó · c4 blanques peó · h4 blanques torre · c3 black circle · d3 negres rei · f3 negres peó · h3 blanques peó · d2 black circle · f2 blanques rei | c5 negres peó · f5 negres torre · h5 negres peó · c4 blanques peó · h4 blanques torre · c3 black circle · d3 negres rei · f3 negres peó · h3 blanques peó · d2 black circle · f2 blanques rei | c5 negres peó · f5 negres torre · h5 negres peó · c4 blanques peó · h4 blanques torre · c3 black circle · d3 negres rei · f3 negres peó · h3 blanques peó · d2 black circle · f2 blanques rei | c5 negres peó · f5 negres torre · h5 negres peó · c4 blanques peó · h4 blanques torre · c3 black circle · d3 negres rei · f3 negres peó · h3 blanques peó · d2 black circle · f2 blanques rei | 8 |
| 7 | c5 negres peó · f5 negres torre · h5 negres peó · c4 blanques peó · h4 blanques torre · c3 black circle · d3 negres rei · f3 negres peó · h3 blanques peó · d2 black circle · f2 blanques rei | c5 negres peó · f5 negres torre · h5 negres peó · c4 blanques peó · h4 blanques torre · c3 black circle · d3 negres rei · f3 negres peó · h3 blanques peó · d2 black circle · f2 blanques rei | c5 negres peó · f5 negres torre · h5 negres peó · c4 blanques peó · h4 blanques torre · c3 black circle · d3 negres rei · f3 negres peó · h3 blanques peó · d2 black circle · f2 blanques rei | c5 negres peó · f5 negres torre · h5 negres peó · c4 blanques peó · h4 blanques torre · c3 black circle · d3 negres rei · f3 negres peó · h3 blanques peó · d2 black circle · f2 blanques rei | c5 negres peó · f5 negres torre · h5 negres peó · c4 blanques peó · h4 blanques torre · c3 black circle · d3 negres rei · f3 negres peó · h3 blanques peó · d2 black circle · f2 blanques rei | c5 negres peó · f5 negres torre · h5 negres peó · c4 blanques peó · h4 blanques torre · c3 black circle · d3 negres rei · f3 negres peó · h3 blanques peó · d2 black circle · f2 blanques rei | c5 negres peó · f5 negres torre · h5 negres peó · c4 blanques peó · h4 blanques torre · c3 black circle · d3 negres rei · f3 negres peó · h3 blanques peó · d2 black circle · f2 blanques rei | c5 negres peó · f5 negres torre · h5 negres peó · c4 blanques peó · h4 blanques torre · c3 black circle · d3 negres rei · f3 negres peó · h3 blanques peó · d2 black circle · f2 blanques rei | 7 |
| 6 | c5 negres peó · f5 negres torre · h5 negres peó · c4 blanques peó · h4 blanques torre · c3 black circle · d3 negres rei · f3 negres peó · h3 blanques peó · d2 black circle · f2 blanques rei | c5 negres peó · f5 negres torre · h5 negres peó · c4 blanques peó · h4 blanques torre · c3 black circle · d3 negres rei · f3 negres peó · h3 blanques peó · d2 black circle · f2 blanques rei | c5 negres peó · f5 negres torre · h5 negres peó · c4 blanques peó · h4 blanques torre · c3 black circle · d3 negres rei · f3 negres peó · h3 blanques peó · d2 black circle · f2 blanques rei | c5 negres peó · f5 negres torre · h5 negres peó · c4 blanques peó · h4 blanques torre · c3 black circle · d3 negres rei · f3 negres peó · h3 blanques peó · d2 black circle · f2 blanques rei | c5 negres peó · f5 negres torre · h5 negres peó · c4 blanques peó · h4 blanques torre · c3 black circle · d3 negres rei · f3 negres peó · h3 blanques peó · d2 black circle · f2 blanques rei | c5 negres peó · f5 negres torre · h5 negres peó · c4 blanques peó · h4 blanques torre · c3 black circle · d3 negres rei · f3 negres peó · h3 blanques peó · d2 black circle · f2 blanques rei | c5 negres peó · f5 negres torre · h5 negres peó · c4 blanques peó · h4 blanques torre · c3 black circle · d3 negres rei · f3 negres peó · h3 blanques peó · d2 black circle · f2 blanques rei | c5 negres peó · f5 negres torre · h5 negres peó · c4 blanques peó · h4 blanques torre · c3 black circle · d3 negres rei · f3 negres peó · h3 blanques peó · d2 black circle · f2 blanques rei | 6 |
| 5 | c5 negres peó · f5 negres torre · h5 negres peó · c4 blanques peó · h4 blanques torre · c3 black circle · d3 negres rei · f3 negres peó · h3 blanques peó · d2 black circle · f2 blanques rei | c5 negres peó · f5 negres torre · h5 negres peó · c4 blanques peó · h4 blanques torre · c3 black circle · d3 negres rei · f3 negres peó · h3 blanques peó · d2 black circle · f2 blanques rei | c5 negres peó · f5 negres torre · h5 negres peó · c4 blanques peó · h4 blanques torre · c3 black circle · d3 negres rei · f3 negres peó · h3 blanques peó · d2 black circle · f2 blanques rei | c5 negres peó · f5 negres torre · h5 negres peó · c4 blanques peó · h4 blanques torre · c3 black circle · d3 negres rei · f3 negres peó · h3 blanques peó · d2 black circle · f2 blanques rei | c5 negres peó · f5 negres torre · h5 negres peó · c4 blanques peó · h4 blanques torre · c3 black circle · d3 negres rei · f3 negres peó · h3 blanques peó · d2 black circle · f2 blanques rei | c5 negres peó · f5 negres torre · h5 negres peó · c4 blanques peó · h4 blanques torre · c3 black circle · d3 negres rei · f3 negres peó · h3 blanques peó · d2 black circle · f2 blanques rei | c5 negres peó · f5 negres torre · h5 negres peó · c4 blanques peó · h4 blanques torre · c3 black circle · d3 negres rei · f3 negres peó · h3 blanques peó · d2 black circle · f2 blanques rei | c5 negres peó · f5 negres torre · h5 negres peó · c4 blanques peó · h4 blanques torre · c3 black circle · d3 negres rei · f3 negres peó · h3 blanques peó · d2 black circle · f2 blanques rei | 5 |
| 4 | c5 negres peó · f5 negres torre · h5 negres peó · c4 blanques peó · h4 blanques torre · c3 black circle · d3 negres rei · f3 negres peó · h3 blanques peó · d2 black circle · f2 blanques rei | c5 negres peó · f5 negres torre · h5 negres peó · c4 blanques peó · h4 blanques torre · c3 black circle · d3 negres rei · f3 negres peó · h3 blanques peó · d2 black circle · f2 blanques rei | c5 negres peó · f5 negres torre · h5 negres peó · c4 blanques peó · h4 blanques torre · c3 black circle · d3 negres rei · f3 negres peó · h3 blanques peó · d2 black circle · f2 blanques rei | c5 negres peó · f5 negres torre · h5 negres peó · c4 blanques peó · h4 blanques torre · c3 black circle · d3 negres rei · f3 negres peó · h3 blanques peó · d2 black circle · f2 blanques rei | c5 negres peó · f5 negres torre · h5 negres peó · c4 blanques peó · h4 blanques torre · c3 black circle · d3 negres rei · f3 negres peó · h3 blanques peó · d2 black circle · f2 blanques rei | c5 negres peó · f5 negres torre · h5 negres peó · c4 blanques peó · h4 blanques torre · c3 black circle · d3 negres rei · f3 negres peó · h3 blanques peó · d2 black circle · f2 blanques rei | c5 negres peó · f5 negres torre · h5 negres peó · c4 blanques peó · h4 blanques torre · c3 black circle · d3 negres rei · f3 negres peó · h3 blanques peó · d2 black circle · f2 blanques rei | c5 negres peó · f5 negres torre · h5 negres peó · c4 blanques peó · h4 blanques torre · c3 black circle · d3 negres rei · f3 negres peó · h3 blanques peó · d2 black circle · f2 blanques rei | 4 |
| 3 | c5 negres peó · f5 negres torre · h5 negres peó · c4 blanques peó · h4 blanques torre · c3 black circle · d3 negres rei · f3 negres peó · h3 blanques peó · d2 black circle · f2 blanques rei | c5 negres peó · f5 negres torre · h5 negres peó · c4 blanques peó · h4 blanques torre · c3 black circle · d3 negres rei · f3 negres peó · h3 blanques peó · d2 black circle · f2 blanques rei | c5 negres peó · f5 negres torre · h5 negres peó · c4 blanques peó · h4 blanques torre · c3 black circle · d3 negres rei · f3 negres peó · h3 blanques peó · d2 black circle · f2 blanques rei | c5 negres peó · f5 negres torre · h5 negres peó · c4 blanques peó · h4 blanques torre · c3 black circle · d3 negres rei · f3 negres peó · h3 blanques peó · d2 black circle · f2 blanques rei | c5 negres peó · f5 negres torre · h5 negres peó · c4 blanques peó · h4 blanques torre · c3 black circle · d3 negres rei · f3 negres peó · h3 blanques peó · d2 black circle · f2 blanques rei | c5 negres peó · f5 negres torre · h5 negres peó · c4 blanques peó · h4 blanques torre · c3 black circle · d3 negres rei · f3 negres peó · h3 blanques peó · d2 black circle · f2 blanques rei | c5 negres peó · f5 negres torre · h5 negres peó · c4 blanques peó · h4 blanques torre · c3 black circle · d3 negres rei · f3 negres peó · h3 blanques peó · d2 black circle · f2 blanques rei | c5 negres peó · f5 negres torre · h5 negres peó · c4 blanques peó · h4 blanques torre · c3 black circle · d3 negres rei · f3 negres peó · h3 blanques peó · d2 black circle · f2 blanques rei | 3 |
| 2 | c5 negres peó · f5 negres torre · h5 negres peó · c4 blanques peó · h4 blanques torre · c3 black circle · d3 negres rei · f3 negres peó · h3 blanques peó · d2 black circle · f2 blanques rei | c5 negres peó · f5 negres torre · h5 negres peó · c4 blanques peó · h4 blanques torre · c3 black circle · d3 negres rei · f3 negres peó · h3 blanques peó · d2 black circle · f2 blanques rei | c5 negres peó · f5 negres torre · h5 negres peó · c4 blanques peó · h4 blanques torre · c3 black circle · d3 negres rei · f3 negres peó · h3 blanques peó · d2 black circle · f2 blanques rei | c5 negres peó · f5 negres torre · h5 negres peó · c4 blanques peó · h4 blanques torre · c3 black circle · d3 negres rei · f3 negres peó · h3 blanques peó · d2 black circle · f2 blanques rei | c5 negres peó · f5 negres torre · h5 negres peó · c4 blanques peó · h4 blanques torre · c3 black circle · d3 negres rei · f3 negres peó · h3 blanques peó · d2 black circle · f2 blanques rei | c5 negres peó · f5 negres torre · h5 negres peó · c4 blanques peó · h4 blanques torre · c3 black circle · d3 negres rei · f3 negres peó · h3 blanques peó · d2 black circle · f2 blanques rei | c5 negres peó · f5 negres torre · h5 negres peó · c4 blanques peó · h4 blanques torre · c3 black circle · d3 negres rei · f3 negres peó · h3 blanques peó · d2 black circle · f2 blanques rei | c5 negres peó · f5 negres torre · h5 negres peó · c4 blanques peó · h4 blanques torre · c3 black circle · d3 negres rei · f3 negres peó · h3 blanques peó · d2 black circle · f2 blanques rei | 2 |
| 1 | c5 negres peó · f5 negres torre · h5 negres peó · c4 blanques peó · h4 blanques torre · c3 black circle · d3 negres rei · f3 negres peó · h3 blanques peó · d2 black circle · f2 blanques rei | c5 negres peó · f5 negres torre · h5 negres peó · c4 blanques peó · h4 blanques torre · c3 black circle · d3 negres rei · f3 negres peó · h3 blanques peó · d2 black circle · f2 blanques rei | c5 negres peó · f5 negres torre · h5 negres peó · c4 blanques peó · h4 blanques torre · c3 black circle · d3 negres rei · f3 negres peó · h3 blanques peó · d2 black circle · f2 blanques rei | c5 negres peó · f5 negres torre · h5 negres peó · c4 blanques peó · h4 blanques torre · c3 black circle · d3 negres rei · f3 negres peó · h3 blanques peó · d2 black circle · f2 blanques rei | c5 negres peó · f5 negres torre · h5 negres peó · c4 blanques peó · h4 blanques torre · c3 black circle · d3 negres rei · f3 negres peó · h3 blanques peó · d2 black circle · f2 blanques rei | c5 negres peó · f5 negres torre · h5 negres peó · c4 blanques peó · h4 blanques torre · c3 black circle · d3 negres rei · f3 negres peó · h3 blanques peó · d2 black circle · f2 blanques rei | c5 negres peó · f5 negres torre · h5 negres peó · c4 blanques peó · h4 blanques torre · c3 black circle · d3 negres rei · f3 negres peó · h3 blanques peó · d2 black circle · f2 blanques rei | c5 negres peó · f5 negres torre · h5 negres peó · c4 blanques peó · h4 blanques torre · c3 black circle · d3 negres rei · f3 negres peó · h3 blanques peó · d2 black circle · f2 blanques rei | 1 |
|   | a | b | c | d | e | f | g | h |   |

La triangulació també es pot produir en finals diferents dels de rei i peó, com ara en aquesta partida del Torneig de Candidats de 1965, a la qual el futur Campió del món d'escacs Borís Spasski guanyà l'exCampió del món Mikhaïl Tal i obtingué així el dret de reptar el Campió regnant Tigran Petrossian amb el títol en joc. Les blanques estarien en zugzwang si fos el seu torn. Les negres ho aconsegueixen amb aquesta triangulació:
64... Rd2
65. Te4 Rc3!
66. Th4 Rd3
67. 0-1
Ara, s'ha tornat a la mateixa posició, però essent el torn de les blanques, que estan en zugzwang. El blanc perdrà la torre, o haurà de deixar que el peó-f avanci fins a la coronació (Giddins 2007:62).

### Triangulació amb una torre
|   | a | b | c | d | e | f | g | h |   |
| 8 | b8 blanques rei · h8 white circle · b7 blanques peó · d7 negres rei · h7 white circle · h6 blanques torre · a4 negres torre · h4 negres peó | b8 blanques rei · h8 white circle · b7 blanques peó · d7 negres rei · h7 white circle · h6 blanques torre · a4 negres torre · h4 negres peó | b8 blanques rei · h8 white circle · b7 blanques peó · d7 negres rei · h7 white circle · h6 blanques torre · a4 negres torre · h4 negres peó | b8 blanques rei · h8 white circle · b7 blanques peó · d7 negres rei · h7 white circle · h6 blanques torre · a4 negres torre · h4 negres peó | b8 blanques rei · h8 white circle · b7 blanques peó · d7 negres rei · h7 white circle · h6 blanques torre · a4 negres torre · h4 negres peó | b8 blanques rei · h8 white circle · b7 blanques peó · d7 negres rei · h7 white circle · h6 blanques torre · a4 negres torre · h4 negres peó | b8 blanques rei · h8 white circle · b7 blanques peó · d7 negres rei · h7 white circle · h6 blanques torre · a4 negres torre · h4 negres peó | b8 blanques rei · h8 white circle · b7 blanques peó · d7 negres rei · h7 white circle · h6 blanques torre · a4 negres torre · h4 negres peó | 8 |
| 7 | b8 blanques rei · h8 white circle · b7 blanques peó · d7 negres rei · h7 white circle · h6 blanques torre · a4 negres torre · h4 negres peó | b8 blanques rei · h8 white circle · b7 blanques peó · d7 negres rei · h7 white circle · h6 blanques torre · a4 negres torre · h4 negres peó | b8 blanques rei · h8 white circle · b7 blanques peó · d7 negres rei · h7 white circle · h6 blanques torre · a4 negres torre · h4 negres peó | b8 blanques rei · h8 white circle · b7 blanques peó · d7 negres rei · h7 white circle · h6 blanques torre · a4 negres torre · h4 negres peó | b8 blanques rei · h8 white circle · b7 blanques peó · d7 negres rei · h7 white circle · h6 blanques torre · a4 negres torre · h4 negres peó | b8 blanques rei · h8 white circle · b7 blanques peó · d7 negres rei · h7 white circle · h6 blanques torre · a4 negres torre · h4 negres peó | b8 blanques rei · h8 white circle · b7 blanques peó · d7 negres rei · h7 white circle · h6 blanques torre · a4 negres torre · h4 negres peó | b8 blanques rei · h8 white circle · b7 blanques peó · d7 negres rei · h7 white circle · h6 blanques torre · a4 negres torre · h4 negres peó | 7 |
| 6 | b8 blanques rei · h8 white circle · b7 blanques peó · d7 negres rei · h7 white circle · h6 blanques torre · a4 negres torre · h4 negres peó | b8 blanques rei · h8 white circle · b7 blanques peó · d7 negres rei · h7 white circle · h6 blanques torre · a4 negres torre · h4 negres peó | b8 blanques rei · h8 white circle · b7 blanques peó · d7 negres rei · h7 white circle · h6 blanques torre · a4 negres torre · h4 negres peó | b8 blanques rei · h8 white circle · b7 blanques peó · d7 negres rei · h7 white circle · h6 blanques torre · a4 negres torre · h4 negres peó | b8 blanques rei · h8 white circle · b7 blanques peó · d7 negres rei · h7 white circle · h6 blanques torre · a4 negres torre · h4 negres peó | b8 blanques rei · h8 white circle · b7 blanques peó · d7 negres rei · h7 white circle · h6 blanques torre · a4 negres torre · h4 negres peó | b8 blanques rei · h8 white circle · b7 blanques peó · d7 negres rei · h7 white circle · h6 blanques torre · a4 negres torre · h4 negres peó | b8 blanques rei · h8 white circle · b7 blanques peó · d7 negres rei · h7 white circle · h6 blanques torre · a4 negres torre · h4 negres peó | 6 |
| 5 | b8 blanques rei · h8 white circle · b7 blanques peó · d7 negres rei · h7 white circle · h6 blanques torre · a4 negres torre · h4 negres peó | b8 blanques rei · h8 white circle · b7 blanques peó · d7 negres rei · h7 white circle · h6 blanques torre · a4 negres torre · h4 negres peó | b8 blanques rei · h8 white circle · b7 blanques peó · d7 negres rei · h7 white circle · h6 blanques torre · a4 negres torre · h4 negres peó | b8 blanques rei · h8 white circle · b7 blanques peó · d7 negres rei · h7 white circle · h6 blanques torre · a4 negres torre · h4 negres peó | b8 blanques rei · h8 white circle · b7 blanques peó · d7 negres rei · h7 white circle · h6 blanques torre · a4 negres torre · h4 negres peó | b8 blanques rei · h8 white circle · b7 blanques peó · d7 negres rei · h7 white circle · h6 blanques torre · a4 negres torre · h4 negres peó | b8 blanques rei · h8 white circle · b7 blanques peó · d7 negres rei · h7 white circle · h6 blanques torre · a4 negres torre · h4 negres peó | b8 blanques rei · h8 white circle · b7 blanques peó · d7 negres rei · h7 white circle · h6 blanques torre · a4 negres torre · h4 negres peó | 5 |
| 4 | b8 blanques rei · h8 white circle · b7 blanques peó · d7 negres rei · h7 white circle · h6 blanques torre · a4 negres torre · h4 negres peó | b8 blanques rei · h8 white circle · b7 blanques peó · d7 negres rei · h7 white circle · h6 blanques torre · a4 negres torre · h4 negres peó | b8 blanques rei · h8 white circle · b7 blanques peó · d7 negres rei · h7 white circle · h6 blanques torre · a4 negres torre · h4 negres peó | b8 blanques rei · h8 white circle · b7 blanques peó · d7 negres rei · h7 white circle · h6 blanques torre · a4 negres torre · h4 negres peó | b8 blanques rei · h8 white circle · b7 blanques peó · d7 negres rei · h7 white circle · h6 blanques torre · a4 negres torre · h4 negres peó | b8 blanques rei · h8 white circle · b7 blanques peó · d7 negres rei · h7 white circle · h6 blanques torre · a4 negres torre · h4 negres peó | b8 blanques rei · h8 white circle · b7 blanques peó · d7 negres rei · h7 white circle · h6 blanques torre · a4 negres torre · h4 negres peó | b8 blanques rei · h8 white circle · b7 blanques peó · d7 negres rei · h7 white circle · h6 blanques torre · a4 negres torre · h4 negres peó | 4 |
| 3 | b8 blanques rei · h8 white circle · b7 blanques peó · d7 negres rei · h7 white circle · h6 blanques torre · a4 negres torre · h4 negres peó | b8 blanques rei · h8 white circle · b7 blanques peó · d7 negres rei · h7 white circle · h6 blanques torre · a4 negres torre · h4 negres peó | b8 blanques rei · h8 white circle · b7 blanques peó · d7 negres rei · h7 white circle · h6 blanques torre · a4 negres torre · h4 negres peó | b8 blanques rei · h8 white circle · b7 blanques peó · d7 negres rei · h7 white circle · h6 blanques torre · a4 negres torre · h4 negres peó | b8 blanques rei · h8 white circle · b7 blanques peó · d7 negres rei · h7 white circle · h6 blanques torre · a4 negres torre · h4 negres peó | b8 blanques rei · h8 white circle · b7 blanques peó · d7 negres rei · h7 white circle · h6 blanques torre · a4 negres torre · h4 negres peó | b8 blanques rei · h8 white circle · b7 blanques peó · d7 negres rei · h7 white circle · h6 blanques torre · a4 negres torre · h4 negres peó | b8 blanques rei · h8 white circle · b7 blanques peó · d7 negres rei · h7 white circle · h6 blanques torre · a4 negres torre · h4 negres peó | 3 |
| 2 | b8 blanques rei · h8 white circle · b7 blanques peó · d7 negres rei · h7 white circle · h6 blanques torre · a4 negres torre · h4 negres peó | b8 blanques rei · h8 white circle · b7 blanques peó · d7 negres rei · h7 white circle · h6 blanques torre · a4 negres torre · h4 negres peó | b8 blanques rei · h8 white circle · b7 blanques peó · d7 negres rei · h7 white circle · h6 blanques torre · a4 negres torre · h4 negres peó | b8 blanques rei · h8 white circle · b7 blanques peó · d7 negres rei · h7 white circle · h6 blanques torre · a4 negres torre · h4 negres peó | b8 blanques rei · h8 white circle · b7 blanques peó · d7 negres rei · h7 white circle · h6 blanques torre · a4 negres torre · h4 negres peó | b8 blanques rei · h8 white circle · b7 blanques peó · d7 negres rei · h7 white circle · h6 blanques torre · a4 negres torre · h4 negres peó | b8 blanques rei · h8 white circle · b7 blanques peó · d7 negres rei · h7 white circle · h6 blanques torre · a4 negres torre · h4 negres peó | b8 blanques rei · h8 white circle · b7 blanques peó · d7 negres rei · h7 white circle · h6 blanques torre · a4 negres torre · h4 negres peó | 2 |
| 1 | b8 blanques rei · h8 white circle · b7 blanques peó · d7 negres rei · h7 white circle · h6 blanques torre · a4 negres torre · h4 negres peó | b8 blanques rei · h8 white circle · b7 blanques peó · d7 negres rei · h7 white circle · h6 blanques torre · a4 negres torre · h4 negres peó | b8 blanques rei · h8 white circle · b7 blanques peó · d7 negres rei · h7 white circle · h6 blanques torre · a4 negres torre · h4 negres peó | b8 blanques rei · h8 white circle · b7 blanques peó · d7 negres rei · h7 white circle · h6 blanques torre · a4 negres torre · h4 negres peó | b8 blanques rei · h8 white circle · b7 blanques peó · d7 negres rei · h7 white circle · h6 blanques torre · a4 negres torre · h4 negres peó | b8 blanques rei · h8 white circle · b7 blanques peó · d7 negres rei · h7 white circle · h6 blanques torre · a4 negres torre · h4 negres peó | b8 blanques rei · h8 white circle · b7 blanques peó · d7 negres rei · h7 white circle · h6 blanques torre · a4 negres torre · h4 negres peó | b8 blanques rei · h8 white circle · b7 blanques peó · d7 negres rei · h7 white circle · h6 blanques torre · a4 negres torre · h4 negres peó | 1 |
|   | a | b | c | d | e | f | g | h |   |

En aquesta partida entre el futur Campió del món de la FIDE Vesselín Topàlov i l'exCampió del món Anatoli Kàrpov, les blanques triangulen amb la seva torre per posar les negres en zugzwang:
1. Th7+!? Rd8
2. Th8+ Rd7
3. Th6
tornant a la mateixa posició, amb les negres en zugzwang. La partida va continuar:
3... Rd8
4. Th7 novament zugzwang
4... Tb4
5. Ra7 Ta4+
6. Rb6 1-0 (Müller & Pajeken 2008:173–74).

### Exemples en finals de rei i peó
|   | a | b | c | d | e | f | g | h |   |
| 8 | e8 negres rei · e7 blanques peó · f7 black circle · d6 blanques peó · c5 negres peó · g5 negres peó · h5 negres peó · c4 blanques peó · g3 white circle · g2 blanques rei · h2 white circle | e8 negres rei · e7 blanques peó · f7 black circle · d6 blanques peó · c5 negres peó · g5 negres peó · h5 negres peó · c4 blanques peó · g3 white circle · g2 blanques rei · h2 white circle | e8 negres rei · e7 blanques peó · f7 black circle · d6 blanques peó · c5 negres peó · g5 negres peó · h5 negres peó · c4 blanques peó · g3 white circle · g2 blanques rei · h2 white circle | e8 negres rei · e7 blanques peó · f7 black circle · d6 blanques peó · c5 negres peó · g5 negres peó · h5 negres peó · c4 blanques peó · g3 white circle · g2 blanques rei · h2 white circle | e8 negres rei · e7 blanques peó · f7 black circle · d6 blanques peó · c5 negres peó · g5 negres peó · h5 negres peó · c4 blanques peó · g3 white circle · g2 blanques rei · h2 white circle | e8 negres rei · e7 blanques peó · f7 black circle · d6 blanques peó · c5 negres peó · g5 negres peó · h5 negres peó · c4 blanques peó · g3 white circle · g2 blanques rei · h2 white circle | e8 negres rei · e7 blanques peó · f7 black circle · d6 blanques peó · c5 negres peó · g5 negres peó · h5 negres peó · c4 blanques peó · g3 white circle · g2 blanques rei · h2 white circle | e8 negres rei · e7 blanques peó · f7 black circle · d6 blanques peó · c5 negres peó · g5 negres peó · h5 negres peó · c4 blanques peó · g3 white circle · g2 blanques rei · h2 white circle | 8 |
| 7 | e8 negres rei · e7 blanques peó · f7 black circle · d6 blanques peó · c5 negres peó · g5 negres peó · h5 negres peó · c4 blanques peó · g3 white circle · g2 blanques rei · h2 white circle | e8 negres rei · e7 blanques peó · f7 black circle · d6 blanques peó · c5 negres peó · g5 negres peó · h5 negres peó · c4 blanques peó · g3 white circle · g2 blanques rei · h2 white circle | e8 negres rei · e7 blanques peó · f7 black circle · d6 blanques peó · c5 negres peó · g5 negres peó · h5 negres peó · c4 blanques peó · g3 white circle · g2 blanques rei · h2 white circle | e8 negres rei · e7 blanques peó · f7 black circle · d6 blanques peó · c5 negres peó · g5 negres peó · h5 negres peó · c4 blanques peó · g3 white circle · g2 blanques rei · h2 white circle | e8 negres rei · e7 blanques peó · f7 black circle · d6 blanques peó · c5 negres peó · g5 negres peó · h5 negres peó · c4 blanques peó · g3 white circle · g2 blanques rei · h2 white circle | e8 negres rei · e7 blanques peó · f7 black circle · d6 blanques peó · c5 negres peó · g5 negres peó · h5 negres peó · c4 blanques peó · g3 white circle · g2 blanques rei · h2 white circle | e8 negres rei · e7 blanques peó · f7 black circle · d6 blanques peó · c5 negres peó · g5 negres peó · h5 negres peó · c4 blanques peó · g3 white circle · g2 blanques rei · h2 white circle | e8 negres rei · e7 blanques peó · f7 black circle · d6 blanques peó · c5 negres peó · g5 negres peó · h5 negres peó · c4 blanques peó · g3 white circle · g2 blanques rei · h2 white circle | 7 |
| 6 | e8 negres rei · e7 blanques peó · f7 black circle · d6 blanques peó · c5 negres peó · g5 negres peó · h5 negres peó · c4 blanques peó · g3 white circle · g2 blanques rei · h2 white circle | e8 negres rei · e7 blanques peó · f7 black circle · d6 blanques peó · c5 negres peó · g5 negres peó · h5 negres peó · c4 blanques peó · g3 white circle · g2 blanques rei · h2 white circle | e8 negres rei · e7 blanques peó · f7 black circle · d6 blanques peó · c5 negres peó · g5 negres peó · h5 negres peó · c4 blanques peó · g3 white circle · g2 blanques rei · h2 white circle | e8 negres rei · e7 blanques peó · f7 black circle · d6 blanques peó · c5 negres peó · g5 negres peó · h5 negres peó · c4 blanques peó · g3 white circle · g2 blanques rei · h2 white circle | e8 negres rei · e7 blanques peó · f7 black circle · d6 blanques peó · c5 negres peó · g5 negres peó · h5 negres peó · c4 blanques peó · g3 white circle · g2 blanques rei · h2 white circle | e8 negres rei · e7 blanques peó · f7 black circle · d6 blanques peó · c5 negres peó · g5 negres peó · h5 negres peó · c4 blanques peó · g3 white circle · g2 blanques rei · h2 white circle | e8 negres rei · e7 blanques peó · f7 black circle · d6 blanques peó · c5 negres peó · g5 negres peó · h5 negres peó · c4 blanques peó · g3 white circle · g2 blanques rei · h2 white circle | e8 negres rei · e7 blanques peó · f7 black circle · d6 blanques peó · c5 negres peó · g5 negres peó · h5 negres peó · c4 blanques peó · g3 white circle · g2 blanques rei · h2 white circle | 6 |
| 5 | e8 negres rei · e7 blanques peó · f7 black circle · d6 blanques peó · c5 negres peó · g5 negres peó · h5 negres peó · c4 blanques peó · g3 white circle · g2 blanques rei · h2 white circle | e8 negres rei · e7 blanques peó · f7 black circle · d6 blanques peó · c5 negres peó · g5 negres peó · h5 negres peó · c4 blanques peó · g3 white circle · g2 blanques rei · h2 white circle | e8 negres rei · e7 blanques peó · f7 black circle · d6 blanques peó · c5 negres peó · g5 negres peó · h5 negres peó · c4 blanques peó · g3 white circle · g2 blanques rei · h2 white circle | e8 negres rei · e7 blanques peó · f7 black circle · d6 blanques peó · c5 negres peó · g5 negres peó · h5 negres peó · c4 blanques peó · g3 white circle · g2 blanques rei · h2 white circle | e8 negres rei · e7 blanques peó · f7 black circle · d6 blanques peó · c5 negres peó · g5 negres peó · h5 negres peó · c4 blanques peó · g3 white circle · g2 blanques rei · h2 white circle | e8 negres rei · e7 blanques peó · f7 black circle · d6 blanques peó · c5 negres peó · g5 negres peó · h5 negres peó · c4 blanques peó · g3 white circle · g2 blanques rei · h2 white circle | e8 negres rei · e7 blanques peó · f7 black circle · d6 blanques peó · c5 negres peó · g5 negres peó · h5 negres peó · c4 blanques peó · g3 white circle · g2 blanques rei · h2 white circle | e8 negres rei · e7 blanques peó · f7 black circle · d6 blanques peó · c5 negres peó · g5 negres peó · h5 negres peó · c4 blanques peó · g3 white circle · g2 blanques rei · h2 white circle | 5 |
| 4 | e8 negres rei · e7 blanques peó · f7 black circle · d6 blanques peó · c5 negres peó · g5 negres peó · h5 negres peó · c4 blanques peó · g3 white circle · g2 blanques rei · h2 white circle | e8 negres rei · e7 blanques peó · f7 black circle · d6 blanques peó · c5 negres peó · g5 negres peó · h5 negres peó · c4 blanques peó · g3 white circle · g2 blanques rei · h2 white circle | e8 negres rei · e7 blanques peó · f7 black circle · d6 blanques peó · c5 negres peó · g5 negres peó · h5 negres peó · c4 blanques peó · g3 white circle · g2 blanques rei · h2 white circle | e8 negres rei · e7 blanques peó · f7 black circle · d6 blanques peó · c5 negres peó · g5 negres peó · h5 negres peó · c4 blanques peó · g3 white circle · g2 blanques rei · h2 white circle | e8 negres rei · e7 blanques peó · f7 black circle · d6 blanques peó · c5 negres peó · g5 negres peó · h5 negres peó · c4 blanques peó · g3 white circle · g2 blanques rei · h2 white circle | e8 negres rei · e7 blanques peó · f7 black circle · d6 blanques peó · c5 negres peó · g5 negres peó · h5 negres peó · c4 blanques peó · g3 white circle · g2 blanques rei · h2 white circle | e8 negres rei · e7 blanques peó · f7 black circle · d6 blanques peó · c5 negres peó · g5 negres peó · h5 negres peó · c4 blanques peó · g3 white circle · g2 blanques rei · h2 white circle | e8 negres rei · e7 blanques peó · f7 black circle · d6 blanques peó · c5 negres peó · g5 negres peó · h5 negres peó · c4 blanques peó · g3 white circle · g2 blanques rei · h2 white circle | 4 |
| 3 | e8 negres rei · e7 blanques peó · f7 black circle · d6 blanques peó · c5 negres peó · g5 negres peó · h5 negres peó · c4 blanques peó · g3 white circle · g2 blanques rei · h2 white circle | e8 negres rei · e7 blanques peó · f7 black circle · d6 blanques peó · c5 negres peó · g5 negres peó · h5 negres peó · c4 blanques peó · g3 white circle · g2 blanques rei · h2 white circle | e8 negres rei · e7 blanques peó · f7 black circle · d6 blanques peó · c5 negres peó · g5 negres peó · h5 negres peó · c4 blanques peó · g3 white circle · g2 blanques rei · h2 white circle | e8 negres rei · e7 blanques peó · f7 black circle · d6 blanques peó · c5 negres peó · g5 negres peó · h5 negres peó · c4 blanques peó · g3 white circle · g2 blanques rei · h2 white circle | e8 negres rei · e7 blanques peó · f7 black circle · d6 blanques peó · c5 negres peó · g5 negres peó · h5 negres peó · c4 blanques peó · g3 white circle · g2 blanques rei · h2 white circle | e8 negres rei · e7 blanques peó · f7 black circle · d6 blanques peó · c5 negres peó · g5 negres peó · h5 negres peó · c4 blanques peó · g3 white circle · g2 blanques rei · h2 white circle | e8 negres rei · e7 blanques peó · f7 black circle · d6 blanques peó · c5 negres peó · g5 negres peó · h5 negres peó · c4 blanques peó · g3 white circle · g2 blanques rei · h2 white circle | e8 negres rei · e7 blanques peó · f7 black circle · d6 blanques peó · c5 negres peó · g5 negres peó · h5 negres peó · c4 blanques peó · g3 white circle · g2 blanques rei · h2 white circle | 3 |
| 2 | e8 negres rei · e7 blanques peó · f7 black circle · d6 blanques peó · c5 negres peó · g5 negres peó · h5 negres peó · c4 blanques peó · g3 white circle · g2 blanques rei · h2 white circle | e8 negres rei · e7 blanques peó · f7 black circle · d6 blanques peó · c5 negres peó · g5 negres peó · h5 negres peó · c4 blanques peó · g3 white circle · g2 blanques rei · h2 white circle | e8 negres rei · e7 blanques peó · f7 black circle · d6 blanques peó · c5 negres peó · g5 negres peó · h5 negres peó · c4 blanques peó · g3 white circle · g2 blanques rei · h2 white circle | e8 negres rei · e7 blanques peó · f7 black circle · d6 blanques peó · c5 negres peó · g5 negres peó · h5 negres peó · c4 blanques peó · g3 white circle · g2 blanques rei · h2 white circle | e8 negres rei · e7 blanques peó · f7 black circle · d6 blanques peó · c5 negres peó · g5 negres peó · h5 negres peó · c4 blanques peó · g3 white circle · g2 blanques rei · h2 white circle | e8 negres rei · e7 blanques peó · f7 black circle · d6 blanques peó · c5 negres peó · g5 negres peó · h5 negres peó · c4 blanques peó · g3 white circle · g2 blanques rei · h2 white circle | e8 negres rei · e7 blanques peó · f7 black circle · d6 blanques peó · c5 negres peó · g5 negres peó · h5 negres peó · c4 blanques peó · g3 white circle · g2 blanques rei · h2 white circle | e8 negres rei · e7 blanques peó · f7 black circle · d6 blanques peó · c5 negres peó · g5 negres peó · h5 negres peó · c4 blanques peó · g3 white circle · g2 blanques rei · h2 white circle | 2 |
| 1 | e8 negres rei · e7 blanques peó · f7 black circle · d6 blanques peó · c5 negres peó · g5 negres peó · h5 negres peó · c4 blanques peó · g3 white circle · g2 blanques rei · h2 white circle | e8 negres rei · e7 blanques peó · f7 black circle · d6 blanques peó · c5 negres peó · g5 negres peó · h5 negres peó · c4 blanques peó · g3 white circle · g2 blanques rei · h2 white circle | e8 negres rei · e7 blanques peó · f7 black circle · d6 blanques peó · c5 negres peó · g5 negres peó · h5 negres peó · c4 blanques peó · g3 white circle · g2 blanques rei · h2 white circle | e8 negres rei · e7 blanques peó · f7 black circle · d6 blanques peó · c5 negres peó · g5 negres peó · h5 negres peó · c4 blanques peó · g3 white circle · g2 blanques rei · h2 white circle | e8 negres rei · e7 blanques peó · f7 black circle · d6 blanques peó · c5 negres peó · g5 negres peó · h5 negres peó · c4 blanques peó · g3 white circle · g2 blanques rei · h2 white circle | e8 negres rei · e7 blanques peó · f7 black circle · d6 blanques peó · c5 negres peó · g5 negres peó · h5 negres peó · c4 blanques peó · g3 white circle · g2 blanques rei · h2 white circle | e8 negres rei · e7 blanques peó · f7 black circle · d6 blanques peó · c5 negres peó · g5 negres peó · h5 negres peó · c4 blanques peó · g3 white circle · g2 blanques rei · h2 white circle | e8 negres rei · e7 blanques peó · f7 black circle · d6 blanques peó · c5 negres peó · g5 negres peó · h5 negres peó · c4 blanques peó · g3 white circle · g2 blanques rei · h2 white circle | 1 |
|   | a | b | c | d | e | f | g | h |   |

Normalment, quan un rei triangula en un final de rei i peons, és a prop del rei contrari, i la triangulació guanya l'oposició, posant l'oponent en zugzwang. Aquesta posició (que sorgeix de l'anàlisi d'una partida entre Aleksei Xírov i Aleksandr Grisxuk a Nova Delhi el 2000) mostra un exemple en què els reis estan allunyats entre si. Les blanques triangulen per posar el negre en zugzwang:
1. Rh2! Rf7
2. Rg3 Re8
3. Rg2!
i curiosament el negre és en zugzwang. La partida podria continuar:
3... g4
4. Rg3 Rf7
5. Rf4 Re8
6. Re5 Rf7 (Les negres no poden permetre que el blanc faci Re6)
7. Rd5 g3
8. Rc6 g2 (Si 8... Re8 9. d7+ Rxe7 10. Rc7 i les blanques guanyen fàcilment)
9. Rd7 g1=D
10. e8=D+
i les blanques guanyen (Silman 2007:374–77).